# Otto Barić
Otto Barić (19. června 1932 Eisenkappel – 13. prosince 2020 Záhřeb) byl chorvatský fotbalový obránce a trenér.

## Fotbalová kariéra
Hrál jako obránce za NK Metalac Zagreb a NK Lokomotiva Zagreb.

## Trenérská kariéra
Jako trenér vedl NK Lokomotiva Zagreb, Opel Rüsselsheim, Germanii Wiesbaden, SSW Innsbruck, LASK Linz, NK Záhřeb, NK Dinamo Vinkovci, SK Sturm Graz, SK Rapid Vídeň, VfB Stuttgart, SK Sturm Graz, Vorwärts Steyr, SV Austria Salzburg, Croatii Zagreb a Fenerbahçe SK. Dále vedl i reprezentaci Rakouska, Chorvatska a Albánie.